# Giuseppe Angeli (politico)
Giuseppe Angeli (Orsogna, 5 aprile 1931 – Roma, 7 ottobre 2016) è stato un politico e imprenditore italiano.

## Biografia
Il 23 agosto del 1950, a 19 anni, lascia l'Italia e dopo un mese di viaggio approda a Buenos Aires, per raggiungere il padre Michele, già stabilitosi da cinque mesi a Rosario. Qui conosce e sposa Lidia Sartoris (figlia di immigrati italiani d'origine piemontese), dalla quale avrà tre figli.
Comincia a lavorare nel settore edile e nella ristorazione, fa da corrispondente per il “Corriere degli Italiani”, fondato da Ettore Rossi nel 1949 e alla sua morte, avvenuta nel 1960, diretto dall'abruzzese Mario Basti (in seguito direttore della “Tribuna Italiana”).
Nel 1966 dà vita ad un'agenzia di viaggi, Transatlantica (che nel '68 inaugura il primo volo charter per l'Italia), poi divenuta il Gruppo Transatlantica S.A. (operante nel campo dei servizi turistici, cambio valuta, immobili e Borsa).
Sempre negli anni '60 divenne (per 25 anni) Presidente dell'Associazione “Famiglia Abruzzese”. Nel 1986 è membro fondatore della Scuola Bilingue Edmondo de Amicis (che oggi conta circa 1 000 alunni dall'infanzia alla terza età).
Viene eletto Presidente del COMITES (Comitato degli italiani all'Estero) della circoscrizione consolare di Rosario nel 1986, rieletto 4 volte fino al 2009 e membro del Consiglio generale degli italiani all'estero dal 1991 fino al 2004.

### Elezione a deputato
Nel 2006 è eletto alla Camera dei deputati nella Circoscrizione Estero per la lista Per l'Italia nel Mondo. Aderisce al gruppo di Alleanza Nazionale. Viene poi rieletto del putato nel 2008 nelle file del Popolo della Libertà. È membro della 3ª Commissione permanente (Affari Esteri e Comunitari) e della 4ª Commissione permanente (Difesa).
Nel 2010, a seguito dell'uscita di Gianfranco Fini dal PdL, si iscrive assieme ad altri finiani a Futuro e Libertà per l'Italia. Il giorno seguente alle dimissioni degli esponenti del FLI dagli incarichi di governo, Angeli annuncia però di voler lasciare il nuovo partito per ritornare tra le file del PdL.
Dopo aver seguito Fini per "logica, rispetto e correttezza" si è detto indisponibile a votare la sfiducia al Governo Berlusconi dopo l'uscita dei rappresentanti del Fli dall'esecutivo, "perché Berlusconi, piaccia o no, qualcosa per l'Italia sta facendo" e per evitare nuove e costose elezioni. Conclude il proprio mandato parlamentare nel 2013.